# مقاطعة كورتشي
مقاطعة كورتشي (بالألبانية: Qarku i Korçës) هي واحدة من 12 مقاطعة في ألبانيا. تقع في القسم الشرقي للدولة . عدد سكانها في تعداد 2011 بلغ 220357، بمساحة 3711 كيلومتر مربع. وهي أكبر مقاطعة في ألبانيا حسب المساحة. عاصمتها مدينة كورتشي.

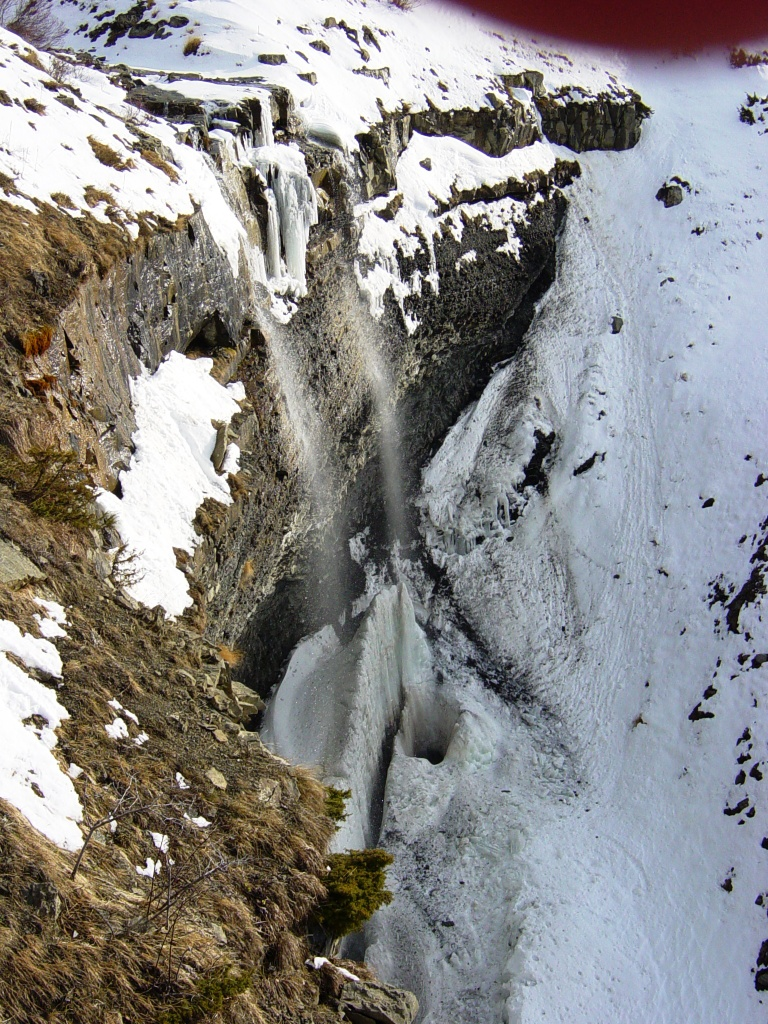
جبل جراموس